# Álvaro Romero
Álvaro Romero (3 luglio 2003) è uno snowboarder spagnolo, specializzato nello snowboard cross.

## Biografia
Specializzato nello snowboard cross e attivo a livello internazionale dall'aprile 2019, Romero ha debuttato in Coppa del Mondo il 18 febbraio 2021, giungendo 44º a Reiteralm, e ha ottenuto il suo primo podio il 16 marzo 2023 a Veysonnaz, chiudendo 2º nella gara vinta dal tedesco Martin Nörl.
In carriera non ha mai preso parte a rassegne olimpiche, mentre ha partecipato a due iridate.

## Palmarès

### Mondiali juniores
- 2 medaglie:
  - 1 oro (snowboard cross a Passo San Pellegrino 2023)
  - 1 bronzo (snowboard cross a Krasnojarsk 2021

### Giochi olimpici giovanili
- 1 medaglia:
  - 1 bronzo (snowboard cross a Losanna 2020)

### Coppa del Mondo
- Miglior piazzamento nella Coppa del Mondo di snowboard cross: 26º nel 2023
- 1 podio:
  - 1 secondo posto